# Philippinische Sprachen
Die philippinischen Sprachen sind eine Untergruppierung der malayo-polynesischen Sprachen.
Zu ihrem Verbreitungsgebiet gehört das gesamte Staatsgebiet der Philippinen mit Ausnahme von Teilen des Sulu-Archipels im äußersten Südwesten (dort werden Sama-Bajaw-Sprachen gesprochen), darüber hinaus sind philippinische Sprachen auch auf dem nördlichen Teil der zu Indonesien gehörenden Insel Sulawesi verbreitet. Auf der zur Republik China (Taiwan) gehörenden Insel Lan Yu wird mit dem Yami ebenfalls eine philippinische Sprache gesprochen.
Das Filipino ist mit ungefähr 20 Millionen Sprechern eine der größten philippinischen Sprachen und Amtssprache der Philippinen.

## Klassifikation
Die folgenden Zweige der philippinischen Sprachen sind allgemein anerkannt:
- Batanes-Sprachen
- Nord-Luzon-Sprachen
- Zentral-Luzon-Sprachen
- Nord-Mangyan-Sprachen
- Greater Central Philippine
  - Süd-Mangyan-Sprachen
  - Zentral-philippinische Sprachen
    - Tagalog, Cebuano …

  - Palawan-Sprachen
  - Subanen-Sprachen
  - Danao-Sprachen
  - Manobo-Sprachen
  - Gorontalo-Mongondow-Sprachen
- Kalamian-Sprachen
- Süd-Mindanao-Sprachen
- Sangir-Sprachen
- Minahasa-Sprachen
- Inati als Einzelsprache auf Panay